# Tricholepis tibetica
Tricholepis tibetica là một loài thực vật có hoa trong họ Cúc. Loài này được Hook.f. & Thomson ex C.B.Clarke miêu tả khoa học đầu tiên năm 1876.